# Manteca
Manteca är en stad (city) i San Joaquin County, i delstaten Kalifornien, USA. Enligt United States Census Bureau har staden en folkmängd på 68 254 invånare (2011) och en landarea på 45,9 km².